# Balonmano playa en los Juegos Suramericanos de Playa
El balonmano playa en los Juegos Suramericanos de Playa es la competición de ese deporte, que se celebra en el marco de los Juegos Suramericanos de Playa.

## Masculino
| Edición       | Sede                | Equipos | Oro       | Plata     | Bronce       |
| 2009 Detalles | Montevideo, Uruguay |         | Brasil    | Uruguay   | Bandera de ? |
| 2011 Detalles | Manta, Ecuador      | 8       | Brasil    | Argentina | Venezuela    |
| 2014 Detalles | Vargas, Venezuela   | 4       | Venezuela | Uruguay   | Argentina    |
| 2019 Detalles | Rosario, Argentina  |         | Brasil    | Uruguay   | Venezuela    |

## Femenino
| Edición       | Sede                | Equipos | Oro       | Plata     | Bronce    |
| 2009 Detalles | Montevideo, Uruguay |         | Brasil    | Uruguay   | Argentina |
| 2011 Detalles | Manta, Ecuador      | 7       | Brasil    | Argentina | Paraguay  |
| 2014 Detalles | Vargas, Venezuela   | 4       | Venezuela | Argentina | Paraguay  |
| 2019 Detalles | Rosario, Argentina  |         | Argentina | Brasil    | Paraguay  |